# Louis de Robert
Louis de Robert, né Louis François de Robert le 5 mars 1871 à Paris 4e et mort le 27 septembre 1937 à Sannois, est un écrivain français ayant obtenu le prix Femina en 1911.

## Biographie
Né dans une famille de gentilshommes verriers de souche ariégeoise répandue ensuite dans l'Albigeois, le Quercy et le Rouergue, "son père avait quitté l'Aveyron et le pays minier d'Aubin pour Paris, sans guère de ressources, et mourut alors que son fils unique [...] n'avait que douze ans." Enfant unique de François de Robert et d'Henriette Bousquet, Louis de Robert doit interrompre ses études à quinze ans en raison du décès de son père et devient employé de bureau. Il effectue son service militaire comme soldat au 106e régiment d'infanterie de novembre 1894 à septembre 1895.
Autodidacte passionné de littérature, "une interview difficilement obtenue de Pierre Loti, lors de son élection à l'Académie [mai 1891], lui vaut la sympathie de l'écrivain qui l'invite à Hendaye". Puis il se lie d'amitié avec Émile Zola lors de l'Affaire Dreyfus et prend position pour la révision du procès. Il devient un collaborateur régulier dans Le Journal, en compagnie de Jules Renard, Alphonse Allais, Octave Mirbeau. Il fréquente aussi avec des artistes comme Caran d'Ache, Henri Alberti et particulièrement Édouard Couturier, "élève préféré" de Forain.
Atteint en 1900 d'une forme grave de pneumonie (tuberculeuse) qui le contraint à de longs séjours en sanatorium, il abandonne son activité littéraire. Il avait déjà publié plusieurs romans psychologiques, dont le premier, Un tendre (1894), était "en partie inspiré par un amour déçu pour la chanteuse Yvette Guilbert". En 1903 il décide de quitter Paris pour s'installer à la campagne, sans s'en éloigner trop puisqu'il choisit Sannois, alors paisible commune des environs de la capitale. Il y fait construire une villa sur la butte au milieu d'un beau jardin, à laquelle il donne le prénom de sa mère ("Villa Henriette") avec qui il vit. Il y terminera sa vie.
Reprenant la plume à la fin des années 1910, inspiré par sa douloureuse expérience, il en tire Le Roman du malade, paru en feuilleton dans Le Figaro puis aux éditions Charpentier et Fasquelle (et dédié à Pierre Loti, "incomparable peintre des crépuscules et des grandes ombres de la mort"), qui obtient le prix Femina en 1911, et suscite notamment l'admiration de Maurice Barrès, Anna de Noailles, Robert de Montesquiou et Colette.
Ayant fait la connaissance de Marcel Proust et devenu son ami, il est le premier lecteur des épreuves de Du côté de chez Swann, dissuade Proust de raccourcir son roman et l'aide à trouver un éditeur (Bernard Grasset). Proust ne l'oubliera pas et lui offrira un des rarissimes exemplaires sur papier de Hollande (le n° 11) avec l'envoi suivant : "A Monsieur Louis de Robert avec toute ma tendresse, ma reconnaissance et mon admiration, Marcel". Robert évoqua cette amitié, ainsi que les autres, dans deux volumes : Comment débuta Marcel Proust, lettres inédites (1925) et De Loti à Proust, souvenirs et confidences (1928).
"Après quelques romans qui n'eurent pas le succès du précédent, Louis de Robert écrivit et publia en 1924 chez Albin Michel les Paroles d'un solitaire, recueil de souvenirs et de réflexions dont l'austérité en fait un écho du Roman du Malade et qui sonnent comme un testament". Peu mondain, il fréquente de loin les cercles littéraires, mais conserve des amitiés proches, comme avec les Tinayre, Lucien Descaves... Il rencontre chez Jean Rostand au cours d'un dîner Jacques Chardonne dont il loue le talent. Ce solitaire suit l'évolution du monde de sa thébaïde, non sans inquiétude : "Le génie de l'homme est sans limite, mais servira-t-il au bien de l'humanité ? Le progrès des sciences, le confort, n'apportent pas forcément le bonheur."
En plus du Fémina, il fut lauréat du prix Maillé-Latour-Landry 1906 et du  prix d'Académie 1927 et du Grand Prix Lasserre 1930 décernés par l'Académie française.
Il épousa Jeanne Humbert, de trente ans sa cadette, à la mairie de Sannois le 8 novembre 1928. Elle lui survécut plus d'un demi-siècle et s'installa à Fontainebleau. Elle publia son autobiographie Le cœur a ses raisons (1987) qui fourmille d'informations sur la vie de son mari. Après la mort de celui-ci elle fonda une Société des Amis de Louis de Robert, qui réunit des proches de l'écrivain disparu : André Billy, Marcelle Tinayre, Maurice et Jean Rostand, Colette, Edmond Haraucourt, Ignace Legrand, Jean Vignaud notamment, et qui fut présidée par Edmond Sée.

## Œuvres
- Un tendre, Paris, Charpentier et Fasquelle, 1894 (puis édition illustrée par la Librairie Borel, coll. Nymphée, en 1899).
- Papa, Paris, Charpentier et Fasquelle, 1896[17].
- Fragiles[18], 1896
- The Eternal Enigma[19], Yvette Guilbert, New York, 1897
- L'Envers d'une courtisane, Paris, Librairie Paul Ollendorff, 1898. Réédité par Calmann-Lévy (Nouvelle Collection illustrée) en 1914 puis par Flammarion (Select-Collection) en 1922 (avec un appendice).
- La Première Femme, Paris, Librairie Borel (coll. Lotus Alba), 1898.
- L'anneau, Paris, E. Fasquelle, 1898.
- La Reprise, Paris, Charpentier et Fasquelle, 1900.
- Ninette, Paris, Librairie Paul Ollendorff (coll. Illustrée), 1900.
- Le Mauvais Amant, Paris, Charpentier et Fasquelle, 1901.
- Le Partage du cœur, Paris, Charpentier et Fasquelle, 1901.
- Le Roman du malade, Paris, Charpentier et Fasquelle, 1911 - Prix Femina 1911. Réédité par Calmann-Lévy (1915), puis Flammarion (1921) et enfin les éditions du Rocher (coll. Alphée) en 1989 (avec une préface de Jean Chalon).
- La femme reprise, roman du divorce, Paris, Ernest Flammarion, 1918.
- Le Prince amoureux[20], Paris, Ernest Flammarion, 1918.
- Le roman d'une comédienne, Paris, Ernest Flammarion, 1919.
- Réussir, Paris, Ernest Flammarion, 1920.
- Reconnais-toi, Paris, Ernest Flammarion, 1921.
- Silvestre et Monique, Paris, Ernest Flammarion, 1922.
- L'amour d'un soir d'été, Paris, Ernest Flammarion, 1923.
- Paroles d'un solitaire[21], Paris, Ernest Flammarion, 1924 (dont l'auteur écrit dans la dédicace [à Paul Faure] qu'elles ne sont que "la suite naturelle" du Roman du malade).
- Octavie, Paris, Albin Michel, 1925.
- Comment débuta Marcel Proust, lettres inédites, Paris, Éditions de la Nouvelle Revue Française, 1925 (réédité par Gallimard en 1969).
- Papa, Paris, Albin Michel, 1925.
- Ni avec toi, ni sans toi, Paris, Ernest Flammarion, 1927 - prix d'Académie.
- Souvenirs sur Edmond Rostand, Paris, La Revue de France, 1928.
- De Loti à Proust, souvenirs et confidences, Paris, Ernest Flammarion, 1928.
- De l'amour à la sagesse, suivi de Réflexions sur Marcel Proust, Paris, E. Figuière, 1930.
- La Rose et le Cyprès, Paris, Ernest Flammarion, 1931.
- Journal d’un mari, Paris, Ernest Flammarion, 1932.
- Tragédie du désir, Paris, Ernest Flammarion, 1933.
- Le chemin de la fortune, Paris, Ernest Flammarion, 1934.
- Trop belle, Paris, Ernest Flammarion, 1936.
- Lettres à Paul Faure, 1898-1937, Paris, Denoël, 1943.

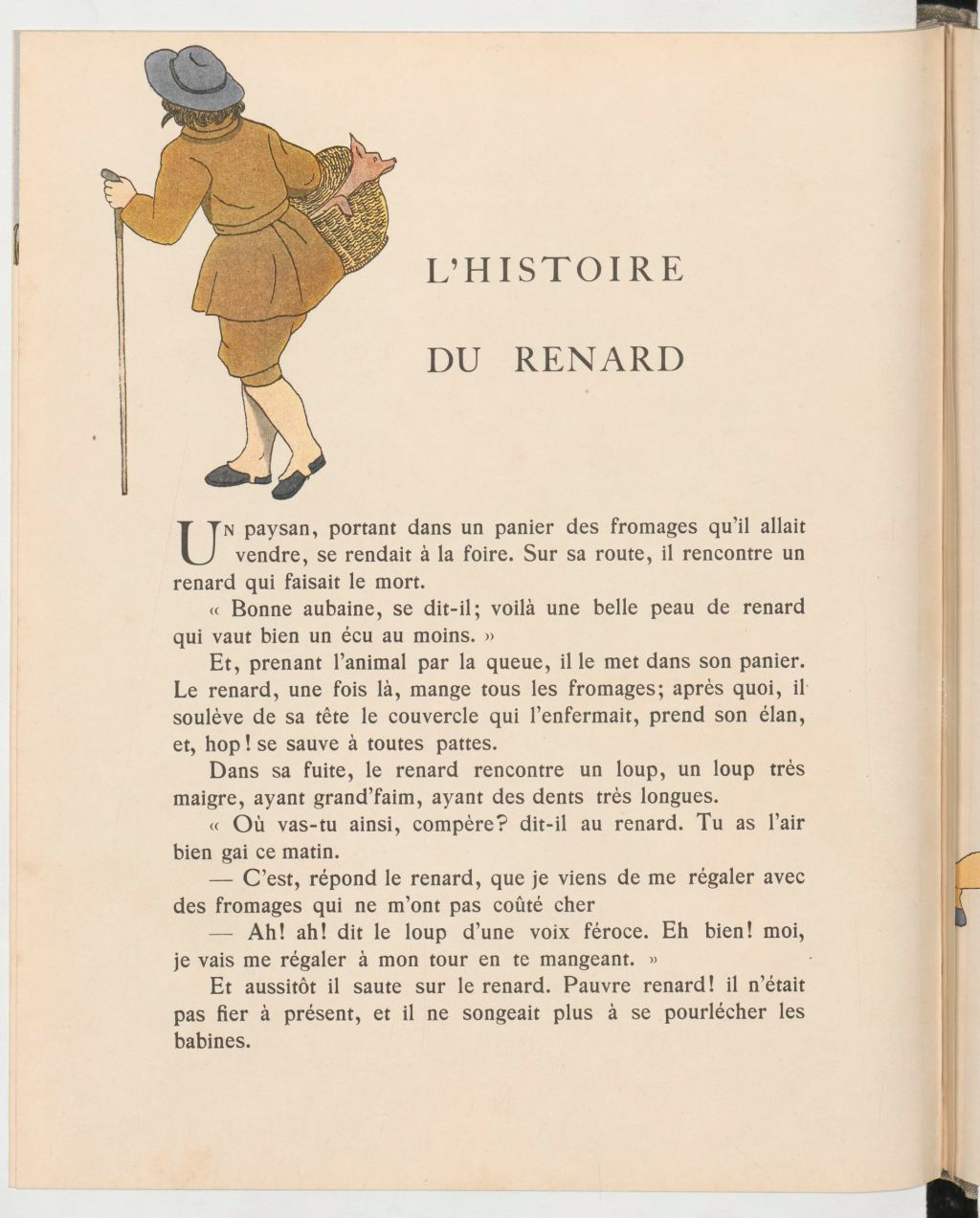
Histoire du renard (1), illustrée par Marie-Madeleine Dauphin.
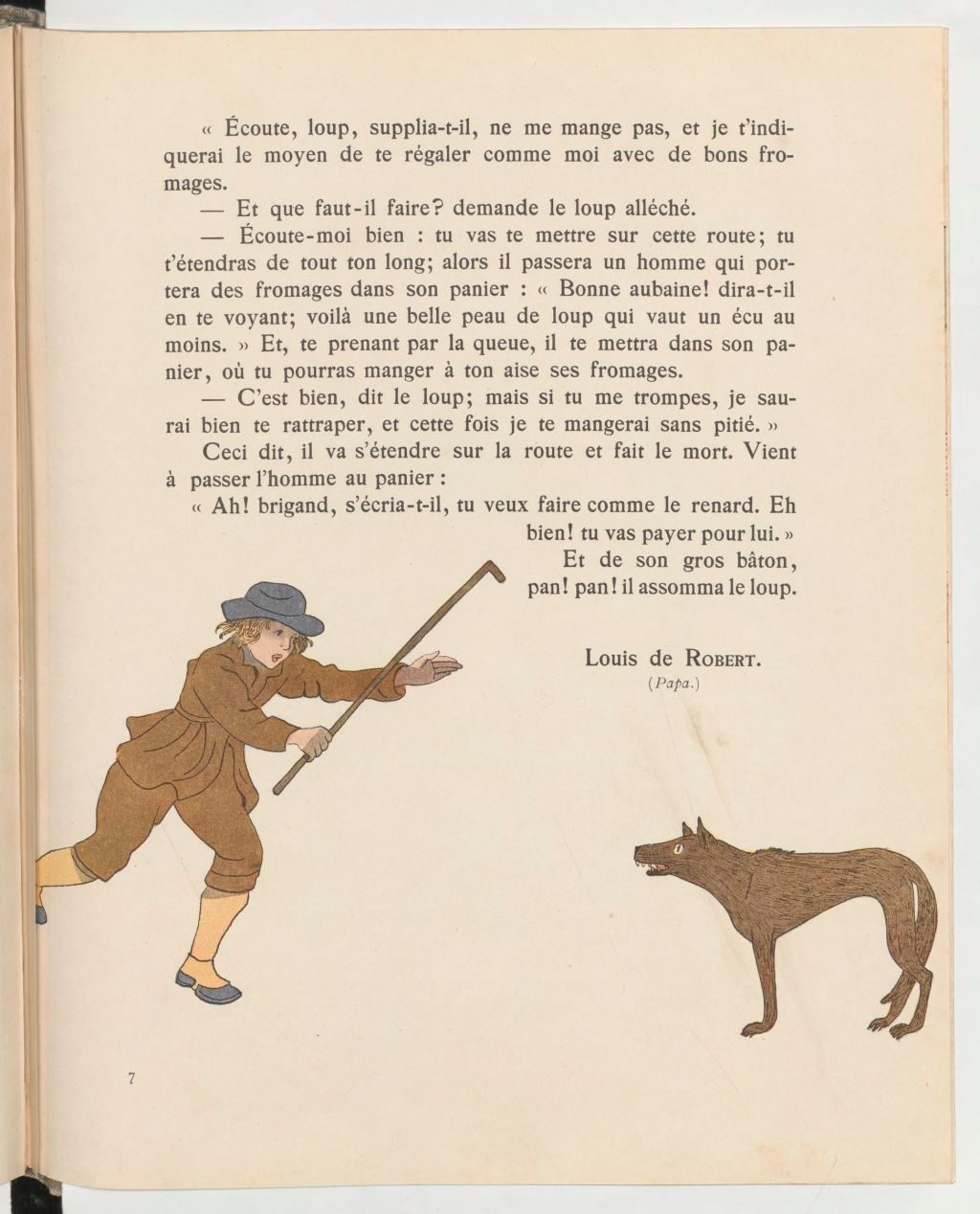
Histoire du renard (2).

## Distinctions
- Prix Maillé-Latour-Landry 1906.
- Prix Fémina 1911.
- Prix d'Académie de l'Académie française en 1927.
- Prix Lasserre en 1930[22]
- Officier de la Légion d'honneur (1927)[23]
- La commune de Sannois possède une "Avenue Louis de Robert" inaugurée le 18 juin 1939.